# Malminkartanonhuippu
Malminkartanonhuippu (Zweeds: Malmgårdstoppen) is een kunstmatige heuvel in het district Malminkartano, in de Finse hoofdstad Helsinki. Met zijn 90 meter boven zeespiegel is de heuvel het hoogste punt van de stad. Veel gebruikte namen voor de heuvel zijn "Jätemäki" en "Jättäri".